# Bobsleeën op de Olympische Winterspelen 2006

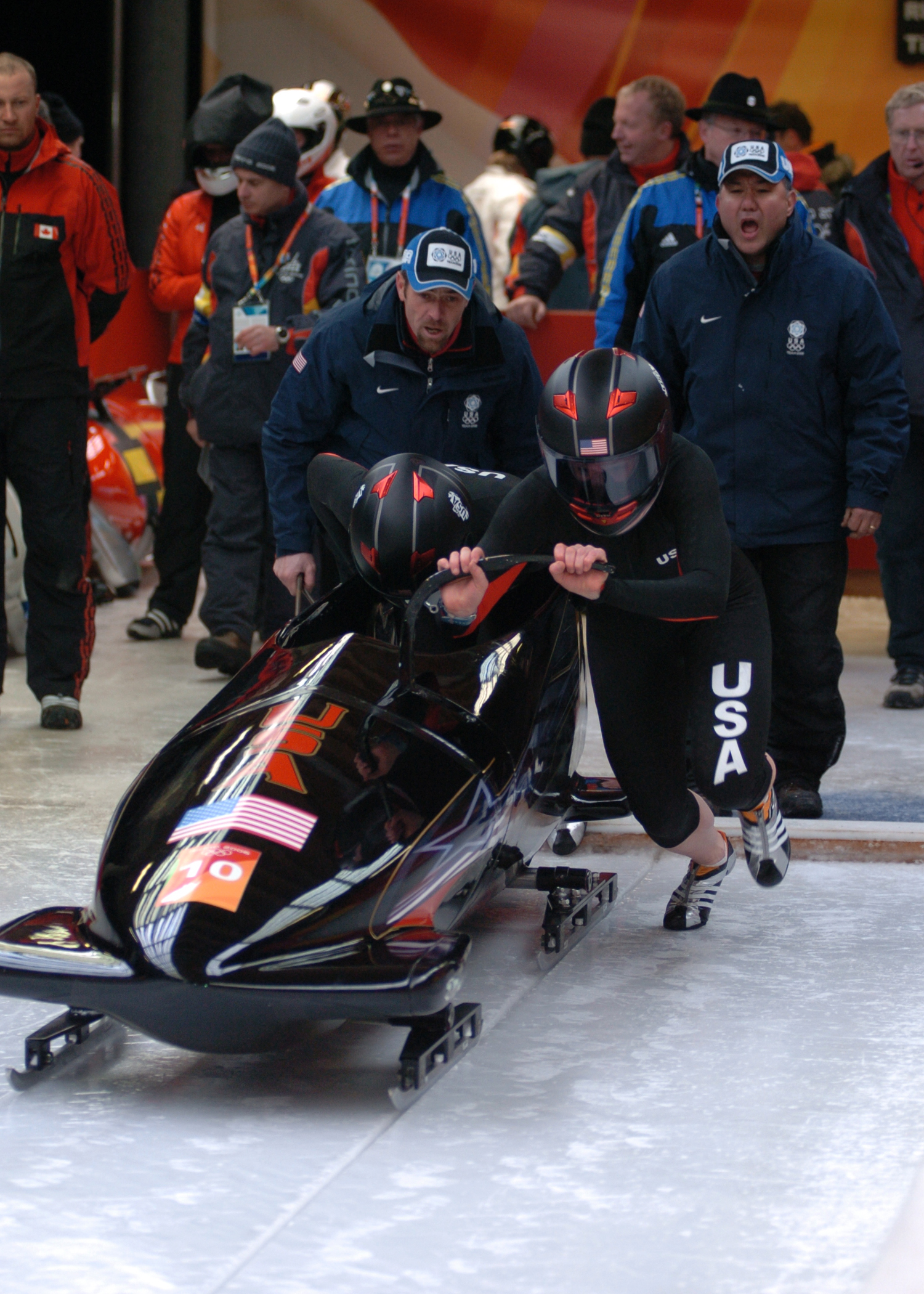
Start Amerikaanse vrouwenbob

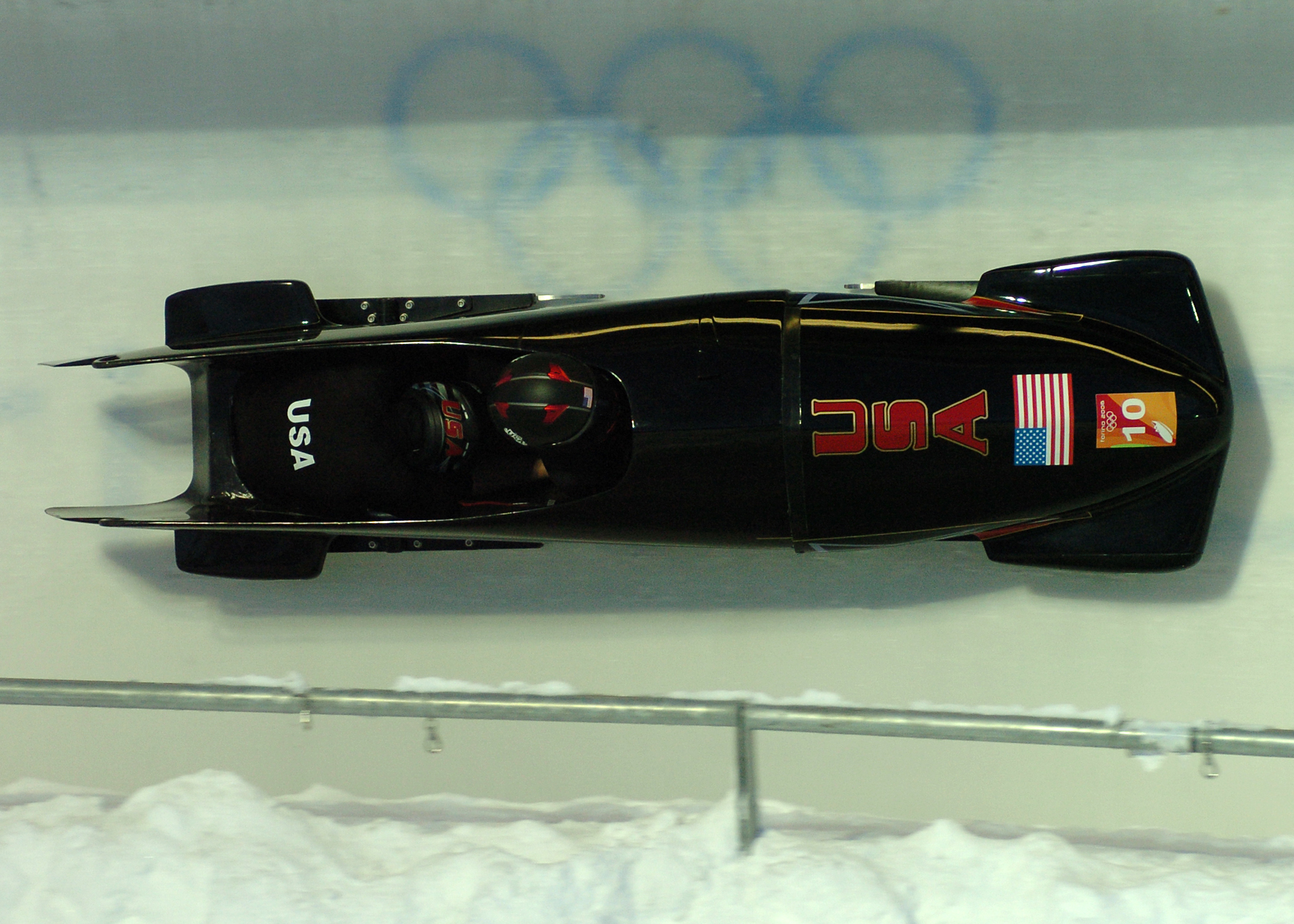
Amerikaanse vrouwenbob van bovenaf

Bobsleeën is een van de sporten die beoefend werden tijdens de Olympische Winterspelen 2006 in Turijn.
| Datum       | Onderdeel         |
| ----------- | ----------------- |
| 18 februari | Mannen 2-mansbob  |
| 19 februari | Mannen 2-mansbob  |
| 20 februari | Vrouwen 2-mansbob |
| 21 februari | Vrouwen 2-mansbob |
| 24 februari | Mannen 4-mansbob  |
| 25 februari | Mannen 4-mansbob  |

## Mannen

### 2-mansbob
| Titelverdedigers | Christoph Langen / Markus Zimmermann | Duitsland |
| ---------------- | ------------------------------------ | --------- |

| rang   | sporter(s)                           | land | run 1 | run 2 | run 3 | run 4 | totaal  |
| ------ | ------------------------------------ | ---- | ----- | ----- | ----- | ----- | ------- |
| Goud   | André Lange / Kevin Kuske            | GER  | 55.28 | 55.73 | 56.01 | 56.36 | 3.43.38 |
| Zilver | Pierre Lueders / Lascelles Brown     | CAN  | 55.57 | 55.70 | 56.11 | 56.41 | + 0.21  |
| Brons  | Martin Annen / Beat Hefti            | SUI  | 55.54 | 55.67 | 56.18 | 56.34 | + 0.35  |
| 4      | Aleksandr Zoebkov / Aleksej Vojevoda | RUS  | 55.54 | 55.85 | 56.12 | 56.49 | + 0.62  |
| 5      | Matthias Höpfner / Marc Kühne        | GER  | 55.56 | 55.82 | 56.24 | 56.63 | + 0.87  |
| 6      | Janis Minins / Daumants Dreiškens    | LAT  | 55.94 | 55.84 | 56.16 | 56.69 | + 1.25  |
| 7      | Todd Hays / Pavle Jovanovic          | USA  | 55.81 | 55.72 | 56.31 | 56.88 | + 1.34  |
| 8      | Ivo Rüegg / Cédric Grand             | SUI  | 55.85 | 55.74 | 56.37 | 56.90 | + 1.48  |
| 9      | Simone Bertazzo / Matteo Torchio     | ITA  | 55.78 | 55.99 | 56.43 | 56.95 | + 1.77  |
| 10     | Wolfgang Stampfer / Klaus Seelos     | AUT  | 55.92 | 55.94 | 56.57 | 56.90 | + 1.95  |
| 11     | Serge Despres / David Bissett        | CAN  | 56.13 | 55.92 | 56.69 | 56.93 | + 2.29  |
| 12     | Patrice Servelle / Jeremy Bottin     | MON  | 56.21 | 56.13 | 56.67 | 57.08 | + 2.71  |
| 13     | Fabrizio Tosini / Samuele Romanini   | ITA  | 56.06 | 56.02 | 56.93 | 57.10 | + 2.73  |
| 14     | Steven Holcomb / Bill Schuffenhauer  | USA  | 56.16 | 55.96 | 57.05 | 57.04 | + 2.83  |
| 15     | Lee Johnston / Dan Humphries         | GBR  | 56.22 | 55.84 | 57.20 | 57.08 | + 2.96  |
|        |                                      |      |       |       |       |       |         |
| 19     | Arend Glas / Sybren Jansma           | NED  | 56.70 | 56.54 | 56.95 | 57.17 | + 3.98  |

### 4-mansbob
| Titelverdedigers | Lange / Kühn / Kuske / Embach | Duitsland |
| ---------------- | ----------------------------- | --------- |

| rang   | sporter(s)                                       | land | run 1 | run 2 | run 3 | run 4 | totaal  |
| ------ | ------------------------------------------------ | ---- | ----- | ----- | ----- | ----- | ------- |
| Goud   | Lange / Kuske / Hoppe / Putze                    | GER  | 55.20 | 55.30 | 54.80 | 55.12 | 3.40.42 |
| Zilver | Zoebkov / Jegorov / Selivjorstov / Vojevoda      | RUS  | 55.22 | 55.45 | 54.87 | 55.01 | + 0.13  |
| Brons  | Annen / Hefti / Lamparter / Grand                | SUI  | 55.26 | 55.37 | 55.00 | 55.20 | + 0.41  |
| 4      | Lueders / Kotyk / Alexander / Brown              | CAN  | 55.34 | 55.43 | 54.95 | 55.20 | + 0.50  |
| 5      | Spies / Heyder / Kühn / Metzger                  | GER  | 55.47 | 55.48 | 54.91 | 55.18 | + 0.62  |
| 6      | Holcomb / Tomasevicz / Schuffenhauer / Smith III | USA  | 55.46 | 55.50 | 55.14 | 55.26 | + 0.94  |
| 7      | Hays / Jovanovic / Mesler / Kreitzburg           | USA  | 55.43 | 55.56 | 55.04 | 55.41 | + 1.02  |
| 8      | Rüegg / Gees / Handschin / Äbli                  | SUI  | 55.65 | 55.63 | 55.22 | 55.30 | + 1.38  |
| 9      | Popov / Golubev / Makartchuk / Stepushkin        | RUS  | 55.87 | 55.57 | 55.16 | 55.33 | + 1.51  |
| 10     | Minins / Dreiškens / Rullis / Ozols              | LAT  | 55.88 | 55.69 | 55.51 | 55.51 | + 2.17  |
| 11     | Tosini / Ottolino / De Sanctis / Morbidelli      | ITA  | 55.80 | 55.73 | 55.57 | 55.51 | + 2.19  |
| 12     | Bertazzo / Romanini / Torchio / Sacco            | ITA  | 55.63 | 56.13 | 55.46 | 55.62 | + 2.42  |
| 13     | Stampfer / Steelos / Loacker / Welz              | AUT  | 55.77 | 55.83 | 55.73 | 55.53 | + 2.44  |
| 14     | Danilevic / Rechka / Gomola / Kobian             | CZE  | 55.92 | 55.83 | 55.66 | 55.56 | + 2.55  |
| 15     | Kupczyk / Zblewski / Latkowski / Placheta        | POL  | 55.89 | 55.79 | 55.85 | 55.49 | + 2.60  |
| 16     | Glas / Jansma / Kortbeek / Klaassen              | NED  | 55.82 | 56.08 | 55.78 | 55.51 | + 2.77  |

## Vrouwen

### 2-mansbob
| Titelverdedigsters | Jill Bakken / Vonetta Flowers | Verenigde Staten |
| ------------------ | ----------------------------- | ---------------- |

| rang   | sporter(s)                               | land | run 1 | run 2 | run 3 | run 4 | totaal  |
| ------ | ---------------------------------------- | ---- | ----- | ----- | ----- | ----- | ------- |
| Goud   | Sandra Kiriasis / Anja Schneiderheinze   | GER  | 57.16 | 57.77 | 57.34 | 57.71 | 3.49.98 |
| Zilver | Shauna Rohbock / Valerie Fleming         | USA  | 57.37 | 57.65 | 57.78 | 57.89 | + 0.71  |
| Brons  | Gerda Weissensteiner / Jennifer Isacco   | ITA  | 57.50 | 57.67 | 57.71 | 58.13 | + 1.03  |
| 4      | Helen Upperton / Heather Moyse           | CAN  | 57.37 | 57.77 | 58.09 | 57.83 | + 1.08  |
| 5      | Susi Erdmann / Nicole Herschmann         | GER  | 57.26 | 57.75 | 58.04 | 58.27 | + 1.34  |
| 6      | Jean Racine-Prahm / Vonetta Flowers      | USA  | 57.97 | 57.67 | 57.81 | 58.33 | + 1.80  |
| 7      | Victoria Tokovaia / Nadejda Orlova       | RUS  | 57.64 | 57.72 | 58.44 | 58.13 | + 1.95  |
| 8      | Maya Bamert / Martina Feusi              | SUI  | 57.72 | 57.78 | 58.00 | 58.54 | + 2.06  |
| 9      | Nicola Minichiello / Jacqui Davies       | GBR  | 57.78 | 57.49 | 58.41 | 58.48 | + 2.18  |
| 10     | Sabina Hafner / Cora Huber               | SUI  | 57.86 | 57.92 | 58.73 | 58.35 | + 2.88  |
| 11     | Eline Jurg / Kitty van Haperen           | NED  | 58.05 | 58.08 | 58.42 | 58.35 | + 2.92  |
| 12     | Jessica Gillarduzzi / Fabiana Mollica    | ITA  | 58.26 | 57.77 | 58.38 | 58.55 | + 2.98  |
| 13     | Suzanne Gavine-Hlady / Jaime Cruickshank | CAN  | 58.49 | 57.86 | 58.65 | 58.82 | + 3.84  |
| 14     | Astrid Loch-Wilkinson / Kylie Reed       | AUS  | 58.53 | 58.85 | 59.00 | 58.73 | + 5.13  |
| 15     | Manami Hino / Chisato Nagaoka            | JPN  | 59.41 | 58.80 | 59.51 | 59.77 | + 7.51  |
|        |                                          |      |       |       |       |       |         |
|        | Ilse Broeders / Jeannette Pennings       | NED  | crash |       |       |       | crash   |

## Medaillespiegels

### Landen
| rang | land             | goud | zilver | brons | totaal |
| ---- | ---------------- | ---- | ------ | ----- | ------ |
| 1    | Duitsland        | 3    | 0      | 0     | 3      |
| 2    | Canada           | 0    | 1      | 0     | 1      |
|      | Rusland          | 0    | 1      | 0     | 1      |
|      | Verenigde Staten | 0    | 1      | 0     | 1      |
| 5    | Zwitserland      | 0    | 0      | 2     | 2      |
| 6    | Italië           | 0    | 0      | 1     | 1      |

### Atleten
| rang | atleet               | land | goud | zilver | brons | totaal |
| ---- | -------------------- | ---- | ---- | ------ | ----- | ------ |
| 1    | Kevin Kuske          | GER  | 2    | 0      | 0     | 1      |
|      | André Lange          | GER  | 2    | 0      | 0     | 1      |
| 3    | René Hoppe           | GER  | 1    | 0      | 0     | 1      |
|      | Sandra Kiriasis      | GER  | 1    | 0      | 0     | 1      |
|      | Martin Putze         | GER  | 1    | 0      | 0     | 1      |
|      | Anja Schneiderheinze | GER  | 1    | 0      | 0     | 1      |
| 7    | Lascelles Brown      | CAN  | 0    | 1      | 0     | 1      |
|      | Filipp Jegorov       | RUS  | 0    | 1      | 0     | 1      |
|      | Valerie Fleming      | USA  | 0    | 1      | 0     | 1      |
|      | Pierre Lueders       | CAN  | 0    | 1      | 0     | 1      |
|      | Shauna Rohbock       | USA  | 0    | 1      | 0     | 1      |
|      | Aleksej Selivjorstov | RUS  | 0    | 1      | 0     | 1      |
|      | Aleksej Vojevoda     | RUS  | 0    | 1      | 0     | 1      |
|      | Aleksandr Zoebkov    | RUS  | 0    | 1      | 0     | 1      |
| 15   | Martin Annen         | SUI  | 0    | 0      | 2     | 2      |
|      | Beat Hefti           | SUI  | 0    | 0      | 2     | 2      |
| 17   | Cédric Grand         | SUI  | 0    | 0      | 1     | 1      |
|      | Jennifer Isacco      | ITA  | 0    | 0      | 1     | 1      |
|      | Thomas Lamparter     | SUI  | 0    | 0      | 1     | 1      |
|      | Gerda Weissensteiner | ITA  | 0    | 0      | 1     | 1      |

Chamonix 1924 · St. Moritz 1928 · Lake Placid 1932 · Garmisch-Partenkirchen 1936 · St. Moritz 1948 · Oslo 1952 · Cortina d'Ampezzo 1956 · Innsbruck 1964 · Grenoble 1968 · Sapporo 1972 · Innsbruck 1976 · Lake Placid 1980 · Sarajevo 1984 · Calgary 1988 · Albertville 1992 · Lillehammer 1994 · Nagano 1998 · Salt Lake City 2002 · Turijn 2006 · Vancouver 2010 · Sotsji 2014 · Pyeongchang 2018 · Peking 2022 
Lijst van olympische medaillewinnaars
Alpineskiën · Biatlon · Bobsleeën · Curling · Freestyleskiën · Kunstrijden · Langlaufen · Noordse combinatie · Rodelen · Schaatsen · Schansspringen · Shorttrack · Skeleton · Snowboarden · IJshockey